# Alan Mowbray
Alan Mowbray (* 18. August 1896 in London; † 25. März 1969 in Hollywood; eigentlich Alfred Ernest Allen) war ein britischer Theater- und Filmschauspieler.

## Leben
Alan Mowbray wurde 1896 als Alfred Ernest Allen in London geboren. Während des Ersten Weltkriegs diente er in der British Army und erhielt für seine Verdienste im Kampf sowohl die britische Military Medal als auch das französische Croix de guerre. Nach dem Krieg begann er seine Karriere als Theaterschauspieler und trat unter anderem am Londoner Westend auf. Seinen Künstlernamen Alan Mowbray entnahm er einem Brief, den der schottische Autor Robert Louis Stevenson an seinen Cousin Robert Alan Mowbray Stevenson geschickt hatte. In den 1920er Jahren siedelte er in die Vereinigten Staaten über, wo er von 1923 bis 1929 mit der Theater Guild in Stücken von Noël Coward und George Bernard Shaw auf Tournee ging. Ab 1926 war er auch in Komödien am New Yorker Broadway zu sehen. 1929 trat er zudem in einem von ihm geschriebenen Stück, der Komödie Dinner Is Served, auf, der jedoch kein Erfolg beschieden war.
Als der Tonfilm Ende der 1920er Jahre das Kino revolutionierte, waren Theaterschauspieler wie Mowbray in Hollywood besonders gefragt. 1931 stand er schließlich erstmals vor der Filmkamera und wurde fortan sehr häufig in Nebenrollen als britischer Gentleman oder Arzt besetzt. Eine besondere Spezialität von ihm waren jedoch komödiantische Butler, die er unter anderem in den von Hal Roach produzierten Komödien Topper – Das blonde Gespenst (1937) und Wie leben wir doch glücklich! (1938) spielte. In Alexander Hamilton (1931) verkörperte er US-Präsident George Washington, wofür er gute Kritiken erhielt.
Im Laufe der Jahre war er in verschiedenen Filmgenres zu sehen. So zum Beispiel in Komödien wie Mein Mann Godfrey (1936) neben William Powell und Carole Lombard, in Filmdramen wie Alexander Kordas Lord Nelsons letzte Liebe (1941) mit Laurence Olivier und Vivien Leigh, aber auch in Western wie John Fords Faustrecht der Prärie (1946) oder in Thrillern wie Alfred Hitchcocks Der Mann, der zuviel wußte (1956) an der Seite von James Stewart und Doris Day.
In den 1950er und 1960er Jahren wirkte Mowbray in einer Vielzahl von US-amerikanischen Fernsehproduktionen mit, wie etwa von 1953 bis 1959 als gewitzter Hochstapler in der Titelrolle der Fernsehserie Colonel Humphrey Flack. Zudem war er eines der Gründungsmitglieder der US-amerikanischen Schauspielergewerkschaft Screen Actors Guild, für die er ab 1933 als erster Vize-Präsident fungierte. Der Royal Geographical Society gehörte er ebenfalls an.
Ab 1927 war Mowbray mit Lorayne Carpenter verheiratet, mit der er zwei Kinder hatte. Die Ehe hielt bis zu seinem Tod. Alan Mowbray starb 1969 im Alter von 72 Jahren an einem Herzinfarkt im Presbyterian Hospital in Hollywood. Er wurde auf dem Holy Cross Cemetery in Culver City, Kalifornien, beigesetzt.

## Filmografie (Auswahl)
- 1931: God’s Gift to Women
- 1931: Guilty Hands
- 1931: Alexander Hamilton
- 1932: Hotel Continental
- 1932: World and the Flesh
- 1932: Man About Town
- 1932: The Man from Yesterday
- 1932: Ein Dieb mit Klasse (Jewel Robbery)
- 1932: Winner Take All
- 1932: Two Against the World
- 1932: Sherlock Holmes
- 1933: Our Betters
- 1933: Eine Studie in Scharlachrot (A Study in Scarlet)
- 1933: Berkeley Square
- 1933: The World Changes
- 1934: Long Lost Father
- 1934: Die Rothschilds (The House of Rothschild)
- 1934: Little Man, What Now?
- 1934: Millionäre bevorzugt (The Girl from Missouri)
- 1934: Charlie Chan in London
- 1935: Jahrmarkt der Eitelkeiten (Becky Sharp)
- 1935: The Gay Deception
- 1935: She Couldn’t Take It
- 1935: In Person
- 1936: Rose-Marie
- 1936: Perlen zum Glück (Desire)
- 1936: Maria von Schottland (Mary of Scotland)
- 1936: Mein Mann Godfrey (My Man Godfrey)
- 1937: Gehn wir bummeln (On the Avenue)
- 1937: Topper – Das blonde Gespenst (Topper)
- 1937: Für Sie, Madame … (Vogues of 1938)
- 1937: Mr. Dodd geht nach Hollywood (Stand-In)
- 1937: Hollywood Hotel
- 1938: Wie leben wir doch glücklich! (Merrily We Live)
- 1938: Millionärin auf Abwegen (There Goes My Heart)
- 1938: Topper geht auf Reisen (Topper Takes a Trip)
- 1939: Way Down South
- 1940: Music in My Heart
- 1940: The Boys from Syracuse
- 1941: Lord Nelsons letzte Liebe (That Hamilton Woman)
- 1941: Ehekomödie (That Uncertain Feeling)
- 1941: Ice-Capades
- 1941: Moon Over Her Shoulder
- 1941: I Wake Up Screaming
- 1942: We Were Dancing
- 1942: The Devil with Hitler
- 1942: Isle of Missing Men
- 1942: Trubel in Panama (Panama Hattie)
- 1942: A Yank at Eton
- 1943: Slightly Dangerous
- 1943: Stage Door Canteen
- 1943: Holy Matrimony
- 1943: So This Is Washington
- 1943: Die Stubenfee (His Butler’s Sister)
- 1944: Ever Since Venus
- 1945: Earl Carroll Vanities
- 1945: Where Do We Go from Here?
- 1945: Sunbonnet Sue
- 1946: Juwelenraub (Terror by Night)
- 1946: Faustrecht der Prärie (My Darling Clementine)
- 1947: Angelockt (Lured)
- 1947: Der Hauptmann von Kastilien (Captain from Castile)
- 1947: Hoppla, hier kommt Merton! (Merton of the Movies)
- 1948: Robin Hoods große Liebe (The Prince of Thieves)
- 1948: Der Pantoffelheld (An Innocent Affair)
- 1948: My Dear Secretary
- 1948: Jedes Mädchen müßte heiraten (Every Girl Should Be Married)
- 1949: The Lone Wolf and His Lady
- 1949: The Lovable Cheat
- 1950: Westlich St. Louis (Wagon Master)
- 1950: Der geheimnisvolle Ehemann (The Jackpot)
- 1951: Der nächtliche Reiter (The Lady and the Bandit)
- 1951: Gold in Neuguinea (Crosswinds)
- 1952: Androkles und der Löwe (Androcles and the Lion)
- 1952: Kampf um den Piratenschatz (Blackbeard the Pirate)
- 1953–1959: Colonel Humphrey Flack (TV-Serie, 77 Folgen)
- 1955: Des Königs Dieb (The King’s Thief)
- 1956: Der Mann, der zuviel wußte (The Man Who Knew Too Much)
- 1956: Der König und ich (The King and I)
- 1956: In 80 Tagen um die Welt (Around the World in Eighty Days)
- 1957: Blondie (TV-Serie, eine Folge)
- 1960: Maverick (TV-Serie, eine Folge)
- 1960–1961: Dante (TV-Serie, 26 Folgen)
- 1961: 1000 Meilen bis Yokohama (A Majority of One)
- 1965: Petticoat Junction (TV-Serie, eine Folge)
- 1966: Solo für O.N.C.E.L. (The Man from U.N.C.L.E.) (TV-Serie, eine Folge)
- 1968: The Beverly Hillbillies (TV-Serie, eine Folge)